# Transjordania
Transjordania (ang. Transjordan, arab. ‏إمارة شرق الأردن‎ Imārah Sharq al-Urdun, czyli „kraj za Jordanem”) – emirat utworzony w 1921 we wschodniej części terytorium mandatowego Palestyny na Bliskim Wschodzie. Terytorium to pozostawało pod administracją Wielkiej Brytanii do roku 1946, gdy ogłosiło ono niepodległość jako Królestwo Transjordanii. Od 1949 jego oficjalna nazwa brzmi Haszymidzkie Królestwo Jordanii (arab. ‏الأردن‎ Al-Urdunn, المملكة الأردنية الهاشمية Al-Mamlaka al-Urdunnijja al-Haszimijja).